# برش شبکه 5G
برش شبکه 5G یک معماری شبکه است که امکان چندگانه سازی شبکه های منطقی مجازی و مستقل را در همان زیرساخت شبکه فیزیکی فراهم می کند.   هر تکه شبکه یک شبکه سرتاسر جدا شده است که برای برآوردن الزامات مختلف درخواست شده توسط یک برنامه خاص طراحی شده است.
به همین دلیل، این فناوری نقش مرکزی را برای پشتیبانی از شبکه‌های تلفن همراه 5G که به گونه‌ای طراحی شده‌اند که به طور موثر خدمات زیادی با الزامات سطح خدمات بسیار متفاوت (SLR) را در بر می‌گیرد، ایفا می‌کند. تحقق این دیدگاه سرویس‌محور از شبکه بر مفاهیم شبکه‌های تعریف‌شده توسط نرم‌افزار (SDN) و مجازی‌سازی عملکرد شبکه (NFV) اهرم‌هایی دارد که امکان پیاده‌سازی برش‌های شبکه انعطاف‌پذیر و مقیاس‌پذیر را در بالای یک زیرساخت شبکه مشترک فراهم می‌کند.
از دیدگاه مدل کسب و کار ، هر بخش شبکه توسط یک اپراتور شبکه مجازی موبایل (MVNO) اداره می شود. ارائه‌دهنده زیرساخت (مالک زیرساخت مخابراتی) منابع فیزیکی خود را به MVNOهایی که شبکه فیزیکی زیربنایی را به اشتراک می‌گذارند اجاره می‌دهد. با توجه به در دسترس بودن منابع اختصاص داده شده، یک MVNO می تواند به طور مستقل چندین تکه شبکه را که برای برنامه های مختلف ارائه شده برای کاربران خود سفارشی شده است، مستقر کند.

## تاریخ
تاریخچه برش شبکه را می توان به اواخر دهه 80 با معرفی مفهوم "Slice" در زمینه شبکه دنبال کرد. از آنجایی که منابع شبکه ناهمگن برای ایجاد شبکه‌های مجازی بر روی یک زیرساخت مشترک ترکیب شدند، شبکه‌های پوششی اولین شکل برش شبکه را ارائه کردند. با این حال، آنها فاقد مکانیزمی بودند که بتواند قابلیت برنامه ریزی آنها را فعال کند.
در اوایل دهه 2000، PlanetLab یک چارچوب مجازی‌سازی را معرفی کرد که به گروه‌هایی از کاربران اجازه می‌داد تا توابع شبکه را برنامه‌ریزی کنند تا برش‌های ایزوله و خاص برنامه را بدست آورند. ظهور فناوری‌های SDN در سال 2009 قابلیت‌های برنامه‌ریزی را از طریق رابط‌های باز گسترش داد که امکان تحقق بخش‌های شبکه کاملاً قابل تنظیم و مقیاس‌پذیر را فراهم کرد.
در زمینه شبکه های تلفن همراه، برش شبکه از مفهوم اشتراک گذاری RAN که در ابتدا در استاندارد LTE معرفی شد، تکامل یافته است.  نمونه‌هایی از این فناوری ، شبکه‌های دسترسی رادیویی چند اپراتور (MORAN) و شبکه‌های هسته چند اپراتور (MOCN) هستند که به اپراتورهای شبکه اجازه می‌دهند منابع مشترک LTE را در همان شبکه دسترسی رادیویی (RAN) به اشتراک بگذارند.

## مفاهیم کلیدی
الگوی شبکه "یک اندازه مناسب برای همه" که در شبکه های تلفن همراه گذشته ( 2G ، 3G و 4G ) به کار گرفته شده بود، دیگر برای رسیدگی کارآمد به یک مدل بازار متشکل از برنامه های بسیار متفاوت مانند ارتباطات نوع ماشین ، تأخیر کم بسیار قابل اعتماد مناسب نیست. ارتباطات و افزایش ارائه محتوای پهن باند تلفن همراه .
برش شبکه به عنوان یک تکنیک ضروری در شبکه‌های 5G برای تطبیق چنین الزامات متفاوت و احتمالا متضاد کیفیت خدمات (QoS) با بهره‌برداری از یک زیرساخت فیزیکی شبکه ظاهر می‌شود.
ایده اصلی برش شبکه این است که معماری اصلی شبکه را در چندین شبکه منطقی و مستقل که برای برآورده کردن مؤثر نیازهای خدمات مختلف پیکربندی شده اند، «برش» کند. برای تحقق کمی چنین مفهومی، چندین تکنیک استفاده می شود:
- توابع شبکه: آنها عملکردهای اولیه شبکه را بیان می کنند که به عنوان "بلوک های سازنده" برای ایجاد هر برش شبکه استفاده می شود.
- مجازی سازی: نمایشی انتزاعی از منابع فیزیکی تحت یک طرح یکپارچه و همگن ارائه می دهد. علاوه بر این، استقرار برش مقیاس پذیر را با تکیه بر NFV امکان پذیر می کند که امکان جداسازی هر نمونه عملکرد شبکه را از سخت افزار شبکه ای که روی آن اجرا می شود، می دهد.
- ارکستراسیون : فرآیندی است که امکان هماهنگی تمام اجزای مختلف شبکه را که در چرخه حیات هر قطعه شبکه دخیل هستند را فراهم می کند. در این زمینه، SDN برای فعال کردن یک پیکربندی برش پویا و انعطاف‌پذیر استفاده می‌شود.

## تاثیر و کاربردها
در اصطلاح تجاری، برش شبکه به اپراتور تلفن همراه اجازه می‌دهد تا شبکه‌های مجازی خاصی را ایجاد کند که به مشتریان خاص و موارد استفاده پاسخ می‌دهد. برخی از برنامه‌های کاربردی - مانند پهنای باند تلفن همراه، ارتباطات ماشین به ماشین (مثلاً در تولید یا تدارکات)، یا خودروهای هوشمند - از استفاده از جنبه‌های مختلف فناوری 5G سود خواهند برد. یکی ممکن است به سرعت بالاتر، دیگری تاخیر کم و دسترسی دیگری به منابع محاسبات لبه نیاز داشته باشد. با ایجاد برش‌های جداگانه که منابع خاصی را در اولویت قرار می‌دهند، یک اپراتور 5G می‌تواند راه‌حل‌های متناسب با صنایع خاص ارائه دهد. برخی منابع اصرار دارند که این امر صنایعی مانند بازاریابی، واقعیت افزوده یا بازی‌های موبایل را متحول می‌کند،  در حالی که برخی دیگر محتاط‌تر هستند و به ناهمواری در پوشش شبکه و دسترسی ضعیف به مزایای فراتر از افزایش سرعت اشاره می‌کنند.
برش برای MVNO ها بسیار مفید خواهد بود زیرا موارد استفاده مختلف را می توان در یک لایه بر اساس پارامترهایی مانند سرعت کم تأخیر بالا برای پخش ویدئو برای MVNO های متمرکز OTT پشتیبانی کرد، به طور مشابه عملیات تله متری می تواند پارامتر سرعت کمتری داشته باشد.
Slicing همچنین می تواند تداوم خدمات را از طریق رومینگ بهبود یافته در سراسر شبکه ها، با ایجاد یک شبکه مجازی در حال اجرا بر روی زیرساخت فیزیکی که چندین شبکه محلی یا ملی را در بر می گیرد، افزایش دهد. یا با اجازه دادن به یک شبکه میزبان برای ایجاد یک شبکه مجازی بهینه شده که شبکه ارائه شده توسط شبکه خانگی دستگاه رومینگ را تکرار می کند.

## نمای کلی معماری

چارچوب عمومی برش شبکه 5G

اگرچه پیشنهادهای مختلفی از معماری های برش شبکه وجود دارد،می توان یک معماری کلی تعریف کرد که عناصر مشترک هر راه حل را در یک چارچوب کلی و یکپارچه ترسیم کند. از دیدگاه سطح بالا، معماری برش شبکه را می توان متشکل از دو بلوک اصلی در نظر گرفت، یکی به اجرای واقعی برش و دیگری به مدیریت و پیکربندی برش اختصاص یافته است. بلوک اول به عنوان یک معماری چند لایه طراحی شده است که از سه لایه (لایه سرویس، لایه تابع شبکه، لایه زیرساخت) تشکیل شده است، که در آن هر یک به تعریف و استقرار برش با وظایف متمایز کمک می کند. بلوک دوم به عنوان یک موجودیت شبکه متمرکز طراحی شده است که به طور کلی به عنوان کنترل کننده برش شبکه نشان داده می شود، که عملکردهای بین سه لایه را نظارت و مدیریت می کند تا به طور موثر همزیستی چند برش را هماهنگ کند.

## لایه سرویس
لایه سرویس مستقیماً با نهادهای تجاری شبکه (به عنوان مثال MVNOها و ارائه دهندگان خدمات شخص ثالث) که شبکه فیزیکی زیربنایی را به اشتراک می گذارند رابط می کند و یک چشم انداز واحد از الزامات خدمات ارائه می دهد. هر سرویس به طور رسمی به عنوان نمونه سرویس نشان داده می‌شود که تمام ویژگی‌های شبکه را در قالب الزامات SLA قرار می‌دهد که انتظار می‌رود با ایجاد یک برش مناسب به طور کامل برآورده شوند.

## لایه تابع شبکه
لایه تابع شبکه مسئول ایجاد هر برش شبکه با توجه به درخواست‌های نمونه سرویس از لایه بالایی است. از مجموعه ای از توابع شبکه تشکیل شده است که رفتارها و رابط های کاملاً تعریف شده را در بر می گیرد. چندین توابع شبکه بر روی زیرساخت شبکه مجازی قرار داده می شوند و به هم متصل می شوند تا یک نمونه از شبکه انتها به انتها ایجاد کنند که ویژگی های شبکه درخواست شده توسط سرویس را منعکس می کند. پیکربندی توابع شبکه با استفاده از مجموعه‌ای از عملیات شبکه انجام می‌شود که امکان مدیریت چرخه عمر کامل آنها را فراهم می‌کند (از قرار دادن آنها در هنگام ایجاد یک برش تا عدم تخصیص آنها زمانی که عملکرد ارائه شده دیگر مورد نیاز نیست).
برای افزایش بهره وری استفاده از منابع، یک عملکرد شبکه می تواند به طور همزمان توسط بخش های مختلف به اشتراک گذاشته شود و این به قیمت افزایش پیچیدگی مدیریت عملیات است. برعکس، یک نگاشت یک به یک بین هر تابع شبکه و هر برش، فرآیندهای پیکربندی را آسان می‌کند، اما می‌تواند منجر به استفاده ضعیف و ناکارآمد از منابع شود.

## لایه زیرساخت
لایه زیرساخت توپولوژی واقعی شبکه فیزیکی (شبکه دسترسی رادیویی، شبکه حمل و نقل و شبکه اصلی) را نشان می دهد که بر اساس آن هر برش شبکه مالتی پلکس شده است و منابع فیزیکی شبکه را برای میزبانی چندین عملکرد شبکه که هر قطعه را تشکیل می دهند، فراهم می کند.
حوزه شبکه منابع موجود شامل مجموعه ای ناهمگون از اجزای زیرساخت مانند مراکز داده (منابع ظرفیت ذخیره سازی و محاسباتی)، دستگاه هایی که امکان اتصال به شبکه مانند روترها (منابع شبکه) و ایستگاه های پایه (منابع پهنای باند رادیویی) را فراهم می کنند.

## کنترل کننده برش شبکه
کنترل کننده برش شبکه به عنوان یک ارکستراتور شبکه تعریف می شود که با عملکردهای مختلف انجام شده توسط هر لایه ارتباط برقرار می کند تا به طور منسجم هر درخواست برش را مدیریت کند. مزیت چنین عنصر شبکه ای این است که ایجاد یک قطعه کارآمد و انعطاف پذیر را امکان پذیر می کند که می تواند در طول چرخه عمر آن دوباره پیکربندی شود.  از نظر عملیاتی، کنترل‌کننده برش شبکه بر چندین کار نظارت می‌کند که هماهنگی مؤثرتری بین لایه‌های فوق‌الذکر فراهم می‌کند:
- مدیریت سرویس پایان به انتها : نقشه برداری از نمونه های خدمات مختلف که بر حسب نیازهای SLA با توابع شبکه مناسبی که قادر به برآوردن محدودیت های سرویس هستند بیان شده است.
- تعریف منابع مجازی : مجازی سازی منابع فیزیکی شبکه به منظور ساده سازی عملیات مدیریت منابع انجام شده برای تخصیص عملکردهای شبکه.
- مدیریت چرخه حیات برش : نظارت بر عملکرد را در هر سه لایه به منظور پیکربندی مجدد پویا هر برش برای تطبیق با تغییرات احتمالی الزامات SLA انجام دهید.
- با توجه به پیچیدگی وظایف انجام شده که به اهداف مختلف می پردازند، کنترل کننده برش شبکه را می توان توسط ارکسترهای متعددی تشکیل داد که به طور مستقل زیرمجموعه ای از عملکردهای هر لایه را مدیریت می کنند. برای برآوردن الزامات خدمات، نهادهای مختلف ارکستراسیون باید با تبادل اطلاعات سطح بالا در مورد وضعیت عملیات مربوط به ایجاد و استقرار قطعه، با یکدیگر هماهنگ شوند.

## جداسازی برش
جداسازی Slice یک نیاز مهم است که اجازه می دهد تا مفهوم اصلی برش شبکه را در مورد همزیستی همزمان چند برش که زیرساخت یکسانی را به اشتراک می گذارند، اعمال شود.  این ویژگی با تحمیل اینکه عملکرد هر برش نباید تاثیری بر عملکرد برش دیگر داشته باشد به دست می آید. مزیت این انتخاب طراحی این است که معماری برش شبکه را از دو جنبه اصلی بهبود می بخشد:
- امنیت برش : حملات سایبری یا وقوع خطاها فقط بر بخش هدف تأثیر می گذارد و تأثیر محدودی بر چرخه حیات سایر بخش های موجود دارد.
- حریم خصوصی برش : اطلاعات خصوصی مربوط به هر بخش (به عنوان مثال آمار کاربر، مدل کسب و کار MVNO) در میان سایر بخش ها به اشتراک گذاشته نمی شود.

## تضمین QoS
برش به بخش مهمی از شبکه های 5G تبدیل شده است، اما لازم نیست که تضمین QoS را فراموش کنیم. برخی از مطالعات نشان داده‌اند که فرمول‌بندی مسئله با QoS به‌عنوان یک مسئله تصادفی، به ما اجازه می‌دهد تا میانگین توان عملیاتی را به حداکثر برسانیم، در حالی که محدودیت‌های مربوط به QoS را برآورده می‌کنیم.

## کسب درآمد از برش شبکه 5G
کسب درآمد سریعتر از خدمات 5G یکی از موضوعاتی است که اپراتورهای شبکه را بیشتر مورد توجه قرار می دهد زیرا هزینه های ساخت و نگهداری شبکه های 5G بالا است و پیش بینی تقاضا برای خدمات 5G دشوار است. برش شبکه 5G یکی از راه های موثر برای ارائه خدمات سفارشی برای صنایع مختلف مانند تولید، حمل و نقل و مراقبت های بهداشتی است. همراه با AIOps ، اتوماسیون مبتنی بر ML/AI و بهینه سازی چرخه عمر 5G، می تواند OpEx را کاهش دهد و درآمد اپراتورهای شبکه را افزایش دهد.

## برش هسته شبکه 5G
در معماری هسته 3GPP 5G، عملکرد صفحه کاربر و صفحه کنترل از هم جدا هستند. قابلیت های صفحه کنترل، به عنوان مثال، مدیریت جلسه، احراز هویت دسترسی، مدیریت خط مشی، و ذخیره سازی داده های کاربر مستقل از عملکرد صفحه کاربر هستند. هواپیمای کاربر حمل و نقل بسته، کپسولاسیون یا کپسول زدایی و مشخصات سطح حمل و نقل مرتبط را کنترل می کند. این جداسازی منجر به توزیع توابع صفحه کاربر نزدیک به لبه برش های شبکه می شود (به عنوان مثال، به گونه ای که تأخیر را کاهش دهد) و مستقل از صفحه کنترل باشد. موجودیت های اصلی شبکه 5G عبارتند از: عملکرد سرور احراز هویت (AUSF)، عملکرد شبکه ذخیره سازی داده های بدون ساختار (UDSF)، عملکرد نوردهی شبکه (NEF)، عملکرد مخزن NF (NRF)، عملکرد کنترل خط مشی (PCF)، مدیریت داده یکپارچه (UDM) )، تابع انتخاب قطعه شبکه (NSSF)، عملکرد مدیریت خدمات ارتباطی (CSF)، AMF، SMF و UPF. AMF (به عنوان تابعی از CP) UE هایی را کنترل می کند که برای استفاده از خدمات اپراتور احراز هویت شده اند و تحرک UE ها را در سراسر gNB ها مدیریت می کند. SMF (دوباره بخشی از CP) جلسات UE ها را مدیریت می کند، در حالی که AMF پیام های مدیریت جلسه را بین UE ها و SMF ارسال می کند. UPF (به عنوان بخشی از UP) پردازش و ارسال داده های کاربر را انجام می دهد. NSSF (به عنوان تابعی از CP) مسئول مدیریت و ارکستراسیون برش های شبکه است. CSMF (به عنوان تابعی از CP) الزامات خدمات را به الزامات مربوط به برش های شبکه ترجمه می کند.  عملکردهای شبکه هسته 5G را می توان برای پشتیبانی از خدمات خاص برای UE های مختلف تقسیم کرد. به لطف ماهیت ماژولار هسته 5G، عملکردهای شبکه هسته 5G را می توان بین بخش های مختلف شبکه تقسیم و به اشتراک گذاشت تا پیچیدگی مدیریت کاهش یابد.  به طور کلی، ما می توانیم برش هسته شبکه 5G را به دو روش انجام دهیم. ما می توانیم توابع شبکه اصلی اختصاصی را در هر برش شبکه پیاده سازی کنیم. در این معماری، هر قطعه شبکه دارای مجموعه ای از توابع شبکه اصلی کاملاً اختصاصی است (به عنوان مثال، AUSF، AMF، SMF و UDM). UE ها می توانند از بخش های شبکه و شبکه های اصلی مختلف به خدمات مختلفی دسترسی داشته باشند. روش دیگر، ما می‌توانیم برخی از توابع صفحه کنترلی را بین برش‌های شبکه به اشتراک بگذاریم در حالی که برخی دیگر مانند توابع صفحه کاربر مختص برش هستند (مثلاً UPF). AMF معمولاً توسط چندین برش شبکه به اشتراک گذاشته می شود، در حالی که SMF و UPF معمولاً به برش های شبکه خاص اختصاص داده می شوند. عملکرد AMF بین برش های شبکه مختلف به اشتراک گذاشته می شود تا سیگنالینگ مدیریت تحرک را زمانی که UE از خدمات برش های مختلف شبکه به طور همزمان استفاده می کند، کاهش دهد. به عنوان مثال، مدیریت مکان UE یا سیگنال دهی کنترلی بین UE و AMF قدیمی زمانی که به AMF جدید یک قطعه شبکه دیگر متصل شود، کاهش می یابد. همچنین، UDM و NSSF معمولاً توسط تمام برش‌های شبکه به اشتراک گذاشته می‌شوند تا پیچیدگی مدیریت برش‌های شبکه را کاهش دهند.

## امنیت برش شبکه
ظهور برش شبکه همچنین چالش‌های جدید امنیتی و حریم خصوصی را در معرض دید قرار می‌دهد که عمدتاً به جنبه‌هایی مانند امنیت چرخه حیات برش شبکه، امنیت بین بخش، امنیت درون بخش، امنیت کارگزار slice، امنیت شبکه و مدیریت بدون لمس، و زنجیره بلوکی مربوط می‌شود. بنابراین، افزایش امنیت، حریم خصوصی و اعتماد برش شبکه به یک حوزه تحقیقاتی کلیدی برای تحقق قابلیت‌های واقعی 5G تبدیل شده است. راه حل های امنیتی مختلفی برای حل تهدیدات امنیتی، چالش ها و مسائل مربوط به برش شبکه پیشنهاد شده است. این راه حل ها شامل راه حل های مبتنی بر هوش مصنوعی، هماهنگ سازی امنیتی، راه حل های مبتنی بر بلاک چین، توافق نامه سطح سرویس امنیتی (SSLA) و راه حل های مبتنی بر سیاست، راه حل های مبتنی بر نظارت بر امنیت، جداسازی برش، امنیت بر اساس طراحی و حریم خصوصی به طراحی و ارائه امنیت است.

## همچنین ببینید
- APN
- NGAP
- 5G
- مجازی سازی شبکه
- شبکه های نرم افزاری تعریف شده
- ارکستراسیون شبکه
- خدمات شبکه
- باندهای فرکانسی 5G NR

1. ↑  Jalalian, Azad; Yousefi, Saleh; Kunz, Thomas (2023-06-01). "Network slicing in virtualized 5G Core with VNF sharing". Journal of Network and Computer Applications (به انگلیسی). 215: 103631. doi:10.1016/j.jnca.2023.103631. ISSN 1084-8045.